# 简汉生
簡漢生（1946年10月12日—），台灣政界人士，中國國民黨籍。祖籍為雲南省昆明市，出生於湖北漢口(武漢市)，三歲隨父母遷居台灣，父:簡爾康；母:簡蕭書瑞。國立臺灣大學地理系畢業，其後赴美國留學，獲得普渡大學科學碩士、哲學博士並完成了革命實踐研究院講習班、研究班的訓練。後來應聘至巴西聖保羅大學擔任教授，成了臺灣的巴西僑民。

## 學歷

### 正科學歷
1. 台北女子師範學校附屬小學 畢業 (1958)
2. 臺灣師範大學附屬中學初中 畢業 (1961)
3. 台灣省立台北建國中學高中 畢業 (1964)
4. 國立台灣大學理學院地理系 畢業 (1968)
5. 美國普渡大學科學碩士 (1971)
6. 美國普渡大學哲學博士 (1975)

### 其他學歷
1. 成功嶺大專學生預備軍官訓練班第17期 結業
2. 空軍通訊電子學校預備軍官訓練班 結業
3. 美國國家大氣研究中心(NCAR—National Center for Atmospheric Research) 暑期研究班 結業
4. 美國國家海洋氣象總署(NOAA—National Oceanographic and Atmospheric Administration)、大西洋海洋及氣象實驗室(AOML—Atlantic Oceanographic and Meteorological Laboratory) 訓練班 結業
5. 美國國家航空暨太空總署(NASA-National Aeronautical and Space Administration)密西西比實驗基地(MTF-Mississippi Test Facility)訓練班 結業
6. 中國國民黨革命實踐研究院講習班第25期、研究班第13期 結業

## 現職
1. 中美經濟合作策進會理事長
2. 立法院最高顧問
3. 中華民國國際經濟合作協會最高顧問
4. 中華僑聯總會榮譽理事長
5. 中國國民黨中央評議委員
6. 中華產經文教科技交流協會理事長
7. 中華文化藝術發展促進會理事長
8. 中國河洛文化研究會常務理事
9. 台北市雲南同鄉會、江蘇省僑商總會、雲南省海外聯誼會名譽會長

## 历任
- 1968—1969年 海軍馬祖巡防處 氣象站 站長

- 1973—1975年 美國國家海洋氣象總署(NOAA- National Oceanic and Atmospheric Administration) 暑期特約研究員
- 1973-1975年 世界氣象組織(WMO-World Meteorological Organization)全球大氣研究計畫(GARP—Global Atmospheric Research Program)大西洋熱帶實驗(GATE-GARP Atlantic Tropical Experiment)駐西非及海上 (塞內加爾達卡Dakar Senegal ， 海洋研究船研究者號—Researcher，海洋學者號-Oceanographer ) 觀測員、研究員
- 1973-1975年 美國普渡大學講師、助理教授
- 1976-1983年 巴西聖保羅大學(Universidade de São Paulo，Brazil)天文暨地球物理學院 (IAG—Instituto Astronomico e Geofisico) 教授
- 1978-1982年 巴西國家太空研究院(INPE—Instituto Nacional de Pesquisas Espaciais) 特約研究員
- 1981年 巴西聯邦(國立)里約大學(Univ Federal de Rio de Janeiro) 特聘講座教授
- 1978、1982年 巴西聖保羅大學 海洋研究所 伯斯納教授號研究船(Prof Bersnard) 副首席科學家
- 1978-1983年 巴西聖保羅中華會館秘書長、副理事長
- 1979-1983年 中華民國對外貿易發展協會駐巴西開館代表
- 1980-1983年 僑務委員會顧問
- 1982年 交通部中央氣象局特聘短期科技顧問
- 1982年 交通部觀光局駐巴西代表
- 1982-1984年 巴西美洲華報創始人之一兼總主筆
- 1983-1986年、1986-1989年 立法院第一屆增額立法委員兩任
- 1983-1989年 立法院外交委員會、僑政委員會召集委員、 立法院程序委員會委員、紀律委員會委員
- 1984年 復興國劇團出訪美國暨中南美訪問團領隊
- 1985-1990年 中華電視台(華視)國際瞭望節目主持人
- 1988年 出訪中南美中華女子籃球國家代表隊領隊
- 1988-1990年 台北市南區獅子會會長
- 1988-1990年 美國普渡大學台灣校友會理事長
- 1988-2000年 台北市雲南同鄉會理事長
- 1988-1990年 中國文化大學大氣科學系兼任教授
- 1988-1990年 師大附中校友會、建國中學校友會、中美文經協會、華僑救國聯合總會、愛盟聯誼會、中國大陸災胞救濟總會、三民主義大同盟  常務理事
- 1988-1990年 中國國民黨中央海外工作會副主任
- 1988-1996年 中國國民黨中央委員(第13、14屆)
- 1990-1994年 中國國民黨台北市黨部主任委員
- 1990-1994年 台北市民眾服務總社理事長
- 1991-1995年 第二屆國民大會代表兼主席團主席
- 1991-1995年 中國國民黨修憲策劃小組委員
- 1994-1996年 中國國民黨中央文化工作會主任兼黨中央發言人
- 1994-1996年 知行文教基金會董事長
- 1994-1996年 考試院特聘外交領事人員暨國際經濟商務人員特考葡萄牙文口試委員
- 1994-2000年 中央投資公司、光華投資公司、華夏投資公司常務董事
- 1994-1996年 中國電視公司、台灣電視公司、中華電視台、中國廣播公司、中央電影公司、中央日報、中華日報、中央通訊社、正中書局、中視二台、博新娛樂公司 常務董事
- 1994-1996年 總統府國家統一委員會研究委員
- 1996-1998年 中國國民黨中央委員會副秘書長
- 1997年 中國國民黨中央評議委員
- 1998-2001年 中國廣播公司董事長
- 2001-2002年 中天電視公司董事長[2]
- 2008-2016年 華僑救國聯合總會(中華僑聯總會)理事長兩任
- 2008-2016年 僑聯文教基金會董事長
- 2008-2016年 中華救助總會常務理事、監事
- 2008-2020年 世界自由民主聯盟中華民國總會理事、常務理事
- 2012-2020年 國際經濟合作協會副理事長
- 2015-2020年 國際商會(ICC International Chamber of Commerce)中華民國總會副主席
- 2019年- 現在 中美經濟合作策進會理事長

## 政治生涯
1983年至1989年當選兩屆僑選增额立法委員。1989年任中國國民黨中央委員會海外工作會副主任。1990年任中國國民黨台北市黨部主任委員。1991年當選第二届國民大會代表。1993年任中國國民黨中央委員會文化工作會主任兼黨中央發言人。1996年6月升任中國國民黨中央委員會副秘書長。1997年起任中國國民黨中央評議委員。1988年起先後當選中国國國民黨第十三、十四届中央委員。